# WNUC
WNUC-LP ist eine Community Radio Station in Detroit, Michigan. Sie ging im Herbst 2016 auf Sendung.
WNUC sendet für Detroit auf UKW 96,7 MHz. Lizenziert ist WNUC auf die North End/Woodward Community Coalition (NEWCC), einem kirchlichen Zusammenschluss von Bürgern und Geschäftsleuten. Über seinen UKW-Sender erreicht WNUC nach eigenen Angaben potentiell 300.000 Detroiter Einwohner vom North End bis in den Südwesten der Stadt, sowie Hamtramck und Highland Park.
WNUC ist Mitglied der National Federation of Community Broadcasters und des Pacifica Network. Als Affiliate des Pacifica Networks ist sie eine von über 200 weiteren Public-Radio-Stationen dieses freien Radio-Netzwerks.

## Geschichte
WNUC ist laut Pacifica Radio die erste Community Radio Station in Detroit. Station Manager Reverend Joan Ross nahm 2013 an der Grassroots Radio Conference teil und erfuhr dort über die Möglichkeit von Kleinsendern für Communitys.
WNUC sieht sich im Dienst der benachteiligten und unterrepräsentierten Bevölkerungsgruppen der Stadt, die über wenig Möglichkeiten für einen Internetzugang verfügen.